# Badia Vahsel
La badia Vahsel és una badia d'uns 10 km. d'ample a la part occidental del Luitpold Coast, Antàrtida.
Aquesta badia rep el flux de la glacera Schweitzer i la glacera Lerchenfeld. Fou descoberta per l'expedició Alemanya de l'Antàrtida de 1911–1912, liderada per Wilhelm Filchner.Filchner l'anomenà així pel capità Richard Vahsel del vaixell expedicionari Deutschland, qui morí durant el curs de l'expedició. Filchner més tard rebatejaria la badia com Herzog Ernst Bucht després que grans porcions del gel circumdant es trenquessin formant una badia molt més gran, però els exploradors posteriors mantingueren el nom original.